# 쿨롱 법칙
쿨롱 법칙(Coulomb's law) 또는 쿨롱 힘 법칙(Coulomb force law)은 두 전하 입자 또는 대전체 사이에 작용하는 힘(정전기적 인력)이 두 전하량의 곱에 비례하고, 두 입자 사이의 거리({\displaystyle r})의 제곱에 반비례한다는 법칙이다. 역제곱 법칙의 하나다. 샤를 드 쿨롱이 발견했다.

## 쿨롱의 실험
샤를 드 쿨롱은 금속공과 비틀림 저울을 이용하여 두 점전하 사이에 작용하는 힘을 측정하고, 두 전하 사이에서 작용하는 힘은 두전하 크기의 곱에 비례하고 거리의 제곱에 반비례한다는 쿨롱 법칙을 발견하였다.

## 수학적 표현
위 실험 결과를 식으로 나타내면 다음과 같다.
{\displaystyle F=k_{\mathrm {e} }{\frac {q_{1}q_{2}}{r^{2}}}}

```

  

    

      

        
F

      

    

    
{\displaystyle F}

  

 = 전기력

  

    

      

        

          
k

          

            
e

          

        

      

    

    
{\displaystyle k_{e}}

  

 = 쿨롱 상수

  

    

      

        

          
q

          

            
1

          

        

      

    

    
{\displaystyle q_{1}}

  

·

  

    

      

        

          
q

          

            
2

          

        

      

    

    
{\displaystyle q_{2}}

  

 = (전하의 크기)의 곱

  

    

      

        
r

      

    

    
{\displaystyle r}

  

 = 두 전하 사이의 거리
```

두 전하의 부호가 같으면 밀어내고, 다르면 끌어당긴다.
- 위 식에서 ke는 쿨롱 힘 상수로 다음과 같다.

{\displaystyle k_{e}={\frac {1}{4\pi \varepsilon _{0}}}=8.987\,551\,787\,\times 10^{9}}
{\displaystyle \approx 9\times 10^{9}}   (N · m2 · C−2 )
따라서, 각각 1C의 크기를 갖는 두 전하가 1m의 거리에 있을 때 발생하는 힘은 다음과 같이 계산될 수 있다.
{\displaystyle F=9\times 10^{9}Nm^{2}} {\displaystyle C^{-2}} · {\displaystyle {\frac {1C\times 1C}{1m^{2}}}}
{\displaystyle =9\times 10^{9}N}
{\displaystyle \approx 1000\times 10^{6}} (Kg중) = 100만 t중
즉, 각각 1C의 전하량을 갖는 두 점전하가 1m의 거리에 있을 때 발생하는 힘은 1t 트럭 100만 대와 맞먹는다. 이렇게 큰 힘이 기준 단위가 된 것은 전기에 대한 상세한 지식이 없는 시절에 이를 측정 단위로 삼았기 때문이다. 실제 일상 생활에서 발생하는 정전기의 전하량은 대략 ×10-6에서 ×10-9 쿨롱 정도에 불과하다.

## 역제곱 법칙
쿨롱 법칙은 만유인력의 법칙과 같이 역제곱 법칙, 즉 전하를 띤 두 물체 사이에 가해지는 힘이, 거리의 제곱에 반비례한다. 이는 공간이 3차원일 때 일정한 밀도로 퍼져나가는 전기장이 어떤 거리에서 2차원 면을 이루는 것과 관계가 있다.

## 같이 보기
- 비오-사바르 법칙
- 전기장
- 쿨롱
- 전자기 상호작용